# مجموعة 39 قتال
المجموعة 39 قتال هي مجموعة قوات خاصة أنشأت عقب نكسة يونيو 67 تحت قيادة الشهيد إبراهيم الرفاعي وتألفت من مزيج من قوات الصاعقة البرية والبحرية واختار الرفاعي رجاله من المشهود لهم بالكفاءة والشجاعة.
كان للمجموعة دور بارز في حرب الاستنزاف وحرب أكتوبر، وشاركت في العديد من العمليات الشهيرة مثل عملية لسان التمساح الأولى وعملية لسان التمساح الثانية.

## البداية
بدأ تكوين المجموعة بجماعة صغيرة من ضباط الصاعقة المعروفين بقدراتهم القتالية العالية، ثم تطورت تلك الجماعة إلي فصيلة، وبتعدد العمليات تطورت إلي سرية (نحو 90 فردا ما بين ضابط وصف وجندي) إلي أن أصبح عدد العمليات التي قامت بها هذه السرية 39 عملية، فتطورت السرية إلي تشكيل أطلق عليه (المجموعة 39 قتال) نسبة إلي عدد العمليات التي قاموا بها قبل تشكيلها الرسمي. بدأت المجموعة في البداية بالاستعانة ببعض العناصر لمعونة الرفاعي في القيام بالعمليات المكلف بها وخاصة من الصاعقة البحرية حتي تم تشكيل المجموعة كوحدة مقاتلة مستقلة تابعة لقيادة المخابرات ورئيس الجمهورية.

## القائد
عين إبراهيم الرفاعي قائدا لها وكان هو المدرب والمخطط كما كان الأخ والصديق لكل جندي مقاتل ولكل ضابط بها، عرف عن الرفاعي بالصرامة الشديدة أثناء التدريب لأن الخطأ في المعركة ثمنه حياة الفرد ومن معه بالرغم من عطفه الشديد وحبه لرجاله، لم يكن الرفاعي يكلف أحد من رجاله بعمل إلا إذا كان هو شخصياً قادراً على فعله ويكون أول من يقوم به.

## منظمة سيناء العربية
عملت المجموعة 39 قتال تحت ستار منظمة سيناء العربية وهي منظمة من بدو سيناء ومدن القناة من المدنيين الذين تم تدريبهم بواسطة المخابرات المصرية تحت قياده الفريق أركان حرب حسين تمراز للقيام بأعمال خلف خطوط العدو وكان هناك تعاونا وثيقاً بين المجموعة 39 وبين منظمة سيناء العربية وذلك قبل الإعلان رسمياً عن المجموعة عقب عملية لسان التمساح الأولى عام 1969 ردا على إستشهاد الفريق عبد المنعم رياض.

## أبرز أعضاء المجموعة
1. عميد أركان حرب / إبراهيم الرفاعي السيد الرفاعي
2. رائد مظلي/ عصام الدالي (استشهد في عملية نسف وتفجير سقالة الكرنتينة)
3. عقيد طبيب أركان حرب/ محمد عالي نصر
4. رائد صاعقة/ أحمد رجائي عطية (خرج من المجموعة قبل حرب أكتوبر)
5. رائد بحري/ إسلام توفيق قاسم (خرج من المجموعة قبل حرب أكتوبر)
6. نقيب صاعقة/ محيي الدين خليل نوح
7. نقيب مظلي/ حنفي إبراهيم معوض (خرج من المجموعة قبل حرب أكتوبر)
8. ملازم أول صاعقة/ محمد وئام سالم (خرج من المجموعة قبل حرب أكتوبر)
9. رائد بحري/ وسام عباس حافظ
10. ملازم أول صاعقة/ محمد مجدي عبد الحميد
11. ملازم أول صاعقة/ رفعت مصطفي الزعفراني
12. نقيب بحري/ ماجد عبد الحليم ناشد (خرج من المجموعة قبل حرب أكتوبر)
13. ملازم أول صاعقة/ محسن طه أبراهيم
14. ملازم صاعقة/ خليل جمعة خليل

- ضباط إشتركوا قبل عمليات أكتوبر:

1. ملازم أول صاعقة/ حسني صلاح الدين
2. رائد صاعقة/ حسن طه العجيزي (أنضم للمجموعة قبل حرب أكتوبر)
3. ملازم أول صاعقة/ محمد فؤاد مراد (أنضم للمجموعة قبل حرب أكتوبر نجا من تحطم طائرة هليكوبتر أثناء تدمير حقول بترول بلاعييم أثناء عمليات أكتوبر في حين استشهد الطيار ومساعده)
4. رائد طارق عبد الناصر (أخو الزعيم جمال أنضم للمجموعة قبل حرب أكتوبر وأستقال من الجيش بعد معاهدة السلام)

- ضباط من الصاعقة:

1. نقيب صاعقة/ علي عثمان
2. نقيب صاعقة/ عبد الله الشرقاوي
3. نقيب صاعقة/ مروان عبد الحكم (شارك في بعض العمليات قبل تشكيل المجموعة)

- ضباط شاركوا في عدد محدود من العمليات قبل تشكيل المجموعة:

1. ملازم أول صاعقة/ بهجت خضير
2. ملازم أول صاعقة/ رأفت جمعة
3. ملازم أول صاعقة/ أبو العينين مختار
4. ملازم أول مظلي/ محمد السيد الجبالي
5. ملازم أول بحري/ محمد بكري

- الأب الروحي العميد/ مصطفي كمال حسين (أشرف علي عمليات المجموعة وإجراءات تأمينها في الدفع والالتقاط)
- ضباط الصف والجنود (صاعقة بحرية)

| 1. م.ا. بحري/ محمود علي الجيزي 2. م.ا. بحري/ إبراهيم السيد البيجاوي 3. مساعد بحري/ عبد المنعم أحمد غلوش 4. مساعد بحري/ عبد العزيز عثمان 5. ر.ا. بحري/ هنيدي مهدي أبو شريف 6. ر.ا. بحري/ علي أحمد أبو الحسن (وسام نجمة سيناء) 7. رقيب بحري/ أحمد طه منصور 8. عريف بحري/ حسن علي البولاقي 9. عريف بحري/ السيد حسين عبد الرحيم | 1. عريف بحري/ عبد السميع عبد المطلب 2. عريف بحري/ السيد محمد أحمد الشهير بـ (زخاروف) 3. عريف بحري/ محمد مصطفي شاكر 4. عريف بحري/ سمير محمد أحمد نوح 5. عريف بحري/ غريب جودة محمد 6. عريف بحري/ أحمد علي مرعي 7. عريف بحري/ عبد الحميد حسين إبراهيم محمد السباعي 8. عريف بحري/ جمال محمد عبد الحق | 1. عريف بحري/ حمدي عثمان محمد 2. عريف بحري/ عبد المجيد دعبس 3. عريف بحري/ يسري عبد الجليل الفيل 4. عريف بحري/ محمد عبد الحليم الشامي (استشهد في 7-7-1969 عملية لسان التمساح الثانية) 5. عريف بحري/ موسي عبد العاطي محمود (استشهد في 7-7-1969 عملية لسان التمساح الثانية) 6. عريف بحري/ صلاح محمد عبد الله 7. عريف بحري/ عادل محمد أحمد فليفل 8. مقاتل بحري أمين شاهين 9. مقاتل بحري أحمد عبد الفتاح أحمد |

- ضباط صف وجنود الكتيبة (93) صاعقة:

| 1. رقيب/ مصطفى إبراهيم محمد (وسام نجمة سيناء) الغضنفر 2. عريف/ حسني محمود علي 3. عريف/ يوسف علي عيد 4. عريف/ صفوت عبد العظيم طه 5. جندي/ أحمد مطاوع إبراهيم (استشهد في 6-10-1973 عملية مطار بلاعيم) 6. جندي/ أبوبكر حامد عطية 7. جندي/ شاكر محمد إبراهيم | 1. جندي/ عامر يحيى عامر (استشهد في عملية نسف وتفجير سقالة الكرنتينة) 2. جندي/ السيد سليمان سليمان 3. جندي/ محمد الصادق عويس 4. جندي/ سعيد علي إبراهيم المالكي 5. جندي/ مرسي أحمد مرسي 6. جندي/ رسمي قمر غنيم |

- ضباط صف وجنود الكتيبة (103) صاعقة:

| 1. رقيب.أ/ أبراهيم عبد الرحمن جودة 2. رقيب.أ/ السيد أحمد علي 3. رقيب.أ/ إبراهيم سيد عبد المحسن 4. رقيب.أ/ محمود أحمد محجوب 5. رقيب/ أحمد عبد الغفار حجازي 6. رقيب/ محمد عبده موسى 7. رقيب/ محمد أبو رية الخولي 8. رقيب/ عبد اللطيف محمد أحمد 9. رقيب/ عبد المرضي عبد الحميد حسنين 10. رقيب/ محمد عمر عزوز 11. عريف/ عطية موافي موافي 12. عريف/ عبد الرحيم زغلول 13. عريف/ حسين هاشم طاحون 14. عريف/ طه السباعي حداد (استشهد في 7-7-1969 عملية لسان التمساح الثانية) 15. عريف/ رضا عوض صالح 16. عريف/ محمد عبد الله محمد 17. عريف/ أنور حسين الشيمي 18. عريف/ حسن محمد سيد 19. عريف/ عبد العزيز منير | 1. رقيب/ محمد سعد عباس محمد 2. عريف/ محمود سعد مصطفي الجلاد 3. عريف/ صلاح الصادق سليمان 4. عريف/ رمضان السيد عطية 5. عريف/ دويش عبد المنعم درويش 6. عريف/ محمد عبد المنعم التوني (استشهد في 7-7-1969 عملية لسان التمساح الثانية) 7. عريف/ خميس السيد سالم 8. عريف/ الباز سالم سليم (استشهد في 7-7-1969 عملية لسان التمساح الثانية) 9. عريف/ السيد أبو الهدي عفيفي 10. عريف/ عمر محمد فرجاني 11. عريف/ ثاقب محمد جاد (استشهد في 7-7-1969 عملية لسان التمساح الثانية) 12. جندي/ عز الدين عبد السلام 13. جندي/ السيد إبراهيم هاشم 14. جندي/ يوسف محمد أحمد 15. جندي/ طاهر سيف إبراهيم 16. جندي/ شعبان محمد أبو المجد 17. جندي/ عبد الحميد خلف رمضان 18. جندي/ محمد عبد المنعم الحاطي (استشهد في 7-7-1969 عملية لسان التمساح الثانية) 19. مقاتل علي البغل | 1. جندي/ محمد العوضي السعيد (استشهد في 7-7-1969 عملية لسان التمساح الثانية) 2. جندي/ محمد الزناتي مهران (استشهد في 7-7-1969 عملية لسان التمساح الثانية) 3. جندي/ عبد الباقي إمام حسين 4. جندي/ سعد زكي الحسيني 5. جندي/ بغدادي حسين موسى 6. جندي/ حامد محمد محمد السيد 7. جندي/ عبد الوهاب سيد إبراهيم 8. جندي/ إبراهيم عبد العاطي حسان 9. جندي/ سمير خليل محمد 10. جندي/ ربيع إبراهيم محمد 11. جندي/ مصطفي محمد شحاتة 12. جندي/ السعدني محمد السعدني 13. جندي/ حمدي السيد الفارسي 14. جندي/ شريف عبد العزيز بيومي 15. جندي/ عبد العزيز الجراح 16. جندي/ أبو المجد 17. جندي/ الدسوقي عبد السلام 18. جندي/ محمد محمد |

- مقاتلي صاعقة ليسوا من ضمن المجموعة ولكن شاركوا في بعض العمليات المساعدة:
  - نقيب صاعقة/ محمد السعيد يوسف المليجي
  - نقيب مظلي/ محيي إبراهيم
  - ملازم أول بحري/ السيد محمود فرج
  - ملازم أول بحري/ مجدي مجاهد
  - ملازم أول بحري/ اشرف عبد العزيز هندي
  - ملازم مظلي/ محمد فرج العزب شهيد العملية ردع 8
  - رقيب بحري/ مرتضي موسي
  - رقيب بحري/ عاصم علي حمدي

## من بطولاتهم
إن المجموعة 39 قتال هي صاحبة الفضل في أسر أول أسير إسرائيلي في عام 26 أغسطس 1968 عندما قامت أثناء تنفيذ أحد عملياتها بأسر  يعقوب رونيه
قاموا ليلة 19 أبريل 1969 الموافق يوم الأربعين من استشهاد الفريق عبد المنعم رياض بعبور قناة السويس واحتلال موقع المعدية رقم 6 الذي اطلقت منه القذائف التي تسببت في استشهاد الفريق رياض وإبادة 44 عنصر إسرائيلي كانوا داخله بقيادة الشهيد إبراهيم الرفاعي واشترك فيه أغلب أعضاء المجموعة.
في هذه العملية النبيلة قامت المجموعة بالاستيلاء على بعض الأسلحة والذخائر وإحضار أجهزة هوائية بعد أن ظلوا في الموقع قرابة الساعتين كما قاموا بإحضار العلم الإسرائيلي الذي كان موجودا على الموقع
وتم إهداء الرئيس السادات أثناء زيارته للمجموعة رشاش عوزي من الغنائم الذي تم الاستيلاء عليه وقتها.

## دور المجموعة في حرب أكتوبر
ظلت هذه المجموعة تقاتل على أرض سيناء منذ لحظة اندلاع العمليات في السادس من أكتوبر وحتى نوفمبر ضاربين في كل اتجاه وظاهرين في كل مكان. من رأس شيطاني حتى العريش ومن شرم الشيخ حتي رأس نصراني وفي سانت كاترين و‌ممرات متلا بواقع ضربتين إلى ثلاثة في اليوم بإيقاع أذهل مراقبي الاستخبارات الإسرائيلية لسرعته وعدم افتقادهم للقوة أو العزيمة رغم ضغوط العمليات.
هاجموا محطة بترول بلاعيم مساء السادس من أكتوبر بثلاث طائرات سقطت إحداها حيث استشهد العريف أحمد مطاوع وأسر اللواء محمد فؤاد مراد
ثم شرم الشيخ في العاشر والحادي عشر من أكتوبر للهجوم على منطقة رأس محمد بشرم الشيخ، ثم يعود ليدك منطقة بترول رأس شراتيب في 14 أكتوبر ثم مطار الطور في 15 و16 أكتوبر كانت للهجمات على المطار أثر قوي في تشتيت دقة تصوير طائرات التجسس والأقمار الصناعية الأمريكية وهو تكنيك أثبت فعاليته.

### خسائر العدو
- خسائر العدو من المجموعة 39 قتال قبل وبعد تكوينها وحتى عام 1974
- 77 عربة مختلفة
- 14 دبابة
- 4 بلدوزر
- من 410 ل430 قتيل وجريح

## عمليات المجموعة
قامت المجموعة بأكثر من 80 عملية مختلفة من اقتحام وضرب ونسف وإستطلاع ومن أهمهم:
- عملية مطار الطور 5 مرات
- عمليه الصواريخ الكهربائية
- لسان التمساح 1 يوم 19 أبريل 1969
- لسان التمساح 2 يوم 7 يوليو 1969
- عملية الكرنتينة يوم 31 أغسطس 1969

## كتب عنهم

في 15 أكتوبر 2012 صدر كتاب عن المجموعة باسم (الأشباح) للكاتب أحمد علي عطية الله وهو أول كتاب وثائقي شامل يتحدث عن إبراهيم الرفاعي وأعمال ورجال المجموعة 39- قتال.